# 挂金灯
挂金灯（学名：Physalis alkekengi var. francheti）为茄科灯笼果属酸浆的变种。

## 形态
多年生或一年生草本，高40一80厘米。长卵形至广卵形或菱状卵形的叶子互生，有时有缺刻。乳白色花单生于叶腋；花萼钟状，被柔毛，萼齿三角形；花冠辐状，雄蕊与花柱短于花冠，花药黄色。
果萼卵状，膨胀成灯笼状，橙红色至火红色，近革质，网脉显著，具10纵肋。浆果球形，包藏于宿存萼内，熟时橙红色或深红色。种子多数，淡黄色。花期6～7月，果期8～10月。

## 分布
分布于日本、朝鲜以及中国大陆的西藏等地，多生长在沟谷、林下、山坡草地、田野以及路旁水边，目前尚未由人工引种栽培。

## 别名
天泡（四川） 锦灯笼（广东、陕西） 泡泡草（江西） 红姑娘（东北、河北） 酸漿、鬼灯、鬼燈（日本）